# Journey into Mystery
Journey into Mystery est un comic édité par Atlas Comics et Marvel Comics à partir de juin 1952. Plusieurs personnages  sont apparus pour la première fois comme Thor, Radioactive Man, Hercule, Hela, ... C'est un comic qui fait partie de l'Âge d'argent des comics.

## Histoire
Au départ le magazine aborde les sujets horreur, SF et monstre, jusqu'en 1962 où apparait dans Journey into Mystery  #83 le super héros Thor. Celui-ci devient la vedette du comic book qui est renommé The Mighty Thor à partir du numéro 126. Il reprend son nom initial au numéro 503 après la mort de Thor dans l'épisode précédent. Il accueille alors The Lost Gods, Shang-Chi, La Veuve noire et Hannibal King.
Dans les années 1970 parallèlement à Thor, est relancé Journey into Mystery qui contient des histoires d'horreur, parfois scénarisées par Robert Bloch.
En 2009, le comic book Thor reprend sa numérotation initiale (celle de Journey into Mystery) à partir de Thor #600 jusqu'au #621. Au #622, le titre redevient Journey into Mystery avec Loki comme protagoniste principal, tandis que Thor est publié dans sa propre série The Mighty Thor.
De Journey into Mystery #646 (correspondant à Marvel Now) à #655 l'histoire aura comme personnage principal Dame Sif.

## Liste des personnages apparus
- L'Homme-Absorbant
- Asgard
- Balder
- King Cobra
- Destroyer
- L'Enchanteresse
- Fandral
- Frigga
- Hela
- Geirrodur
- Gargouille Grise
- Heimdall
- Karnilla
- Lorelei
- Merlin
- Sif
- Skurge
- Subterranea (Lava Men)
- Tyr
- Volstagg
- Ymir
- Xemnu

## Collaborateurs
Tony DiPreta, Cal Massey, Vic Carrabotta, Jay Scott Pike, Dick Ayers, Russ Heath, Ben Brown,  Howard Post, Gene Colan,  Mac Pakula, George Roussos, Ed Winiarski, Jack Kirby, Stan Lee, Larry Lieber, Bill Everett, Carl Burgos, Carl Hubbell, Dick Briefer, Mort Lawrence, Jack Abel, Joe Maneely, Sam Kweskin, Al Luster, John Forte (comics), Jerry Robinson, Howard Nostrand, Bill Benulis, Joe Kubert, Don Perlin, George Tuska, Wallace Wood, Steve Ditko, Robert Sale, Paul Reinman, Mannie Banks, Sid Check, Harry Anderson, Al Eadeh, Pete Tumlinson, John Tartaglione, Joe Sinnott, John Giunta, Ross Andru, Gray Morrow, Angelo Torres, Jim Mooney, Al Williamson, Bernard Baily, Ted Galindo

## Publication en France
Nombre des histoires publiées dans ce comic sont parues en français dans les années 60 à 80, dans les petits formats de la Collection Comics Pocket (Eclipso, Etranges Aventures, Sidéral, Thor, Hulk, Vengeur, etc.) ou aux Éditions Lug dans  Strange Spécial Origines.